# Nesiocoelotes insulanus
Espèce
Synonymes
- Coelotes insulanus Shimojana, 2000

Nesiocoelotes insulanus est une espèce d'araignées aranéomorphes de la famille des Agelenidae.

## Distribution
Cette espèce est endémique de l'archipel Nansei au Japon,. Elle se rencontre sur Amami ō-shima.

## Description
La femelle holotype mesure 13,4 mm.
Le mâle décrit par Okumura en 2020 mesure 10,2 mm.

## Systématique et taxinomie
Cette espèce a été décrite sous le protonyme Coelotes insulanus par Shimojana en 2000. Elle est placée dans le genre Nesiocoelotes par Okumura et Zhao, 2022.

## Étymologie
Son nom d'espèce lui a été donné en référence au lieu de sa découverte, une île.

## Publication originale
- Shimojana, 2000 : « Description of seven new species of the genus Coelotes (Arachnida: Araneae: Amaurobiidae) from the Amami and the Tokara Islands, Japan. » Acta Arachnologica, vol. 49, no 2, p. 191-204 (texte intégral).